# Rancamahi
Rancamahi is een bestuurslaag in het regentschap Subang van de provincie West-Java, Indonesië. Rancamahi telt 2026 inwoners (volkstelling 2010).